# 东弗里西亚群岛
东弗里西亚群岛（德語：Ostfriesische Inseln，發音：[ˈɔstˌfʁiːzɪʃə ˈɪnzl̩n] ⓘ）是弗里西亚群岛中部位于德国的部分，西起埃姆斯河河口，东至亚德湾，主要岛屿有博尔库姆岛、于斯特岛、诺德奈岛、巴尔特鲁姆岛、朗格岛、施皮克岛和旺格岛。岛上有分散的农场和村庄。旅游业发达。